# Fabien Bélanger
Pour les articles homonymes, voir Bélanger.
Fabien Bélanger, né le 6 février 1936 à Saint-Fabien-de-Panet, est un comptable, administrateur d'entreprise et homme politique québécois, député libéral de Mégantic-Compton à l'Assemblée nationale du Québec de l'élection partielle du 17 novembre 1980 jusqu'à son décès en fonction le 2 octobre 1983, à Sherbrooke. Il est remplacé dans Mégantic-Compton par son épouse Madeleine Bélanger.

## Biographie

### Jeunesse et carrière avant la politique
Fabien Bélanger naît le 6 février 1936 à Saint-Fabien-de-Panet de l'agriculteur Cyrille Bélanger et d'Yvonne Lejeune. Il termine ses études primaires et secondaires à Saint-Fabien et devient représentant des ventes industrielles pour plusieurs sociétés de 1957 à 1960 et entre 1966 et 1969, avec une brève pause où il est constable à Dorval de 1960 à 1966. De 1969 à 1980, il est président de l'entreprise Robec Construction, spécialisée dans la construction de loyers à prix modiques,.

### Carrière politique
Déménageant à Saint-Sébastien avec son épouse depuis Montréal en 1977, Fabien Bélanger décide de se lancer en politique provinciale. Au bout de trois tours, il remporte la candidature libérale dans Mégantic-Compton en août 1980. Il est élu député sous la bannière du Parti libéral dans Mégantic-Compton à l'élection partielle du 17 novembre 1980, déclenchée après le départ du précédent député unioniste Fernand Grenier pour participer aux élections fédérales de 1980,. Grenier, qui avait échoué à remporter un siège au fédéral, se présente dans la même élection partielle, mais échoue à se faire réélire face à Bélanger. Durant son mandat, Bélanger reprend le travail de négociation engagé par les précédents députés avec la société Domtar, qui planifiait la fermeture de ses usines dans la circonscription. Il est choisi comme porte-parole de son parti en matière d'habitation, en dévoilant notamment un nouveau plan d'accès à l'habitation, et siège à la Commission des affaires municipales. À la veille des élections, il est critiqué par ses opposants, qui notent le peu de travail qu'il a fait durant son premier mandat. Il est réélu aux élections générales de 1981. Les libéraux finissent tout de même dans l'opposition officielle, et le chef Claude Ryan est critiqué pour sa campagne déconnectée de l'électorat. En avril 1982, alors que la popularité de Ryan atteint les 17 %, Bélanger songe à quitter le parti et à siéger comme indépendant, signalant son insatisfaction avec le leader du parti.

### Décès et vie personnelle
Le 1er octobre 1983, alors qu'il se trouve à sa résidence de Saint-Sébastien, Fabien Bélanger subit un malaise et est transporté à l'hôpital de Lac-Mégantic, puis au Centre hospitalier universitaire de Sherbrooke en soirée, où il meurt d'une insuffisance cardiaque le 2 octobre,. Il était alors âgé de 47 ans,. La cérémonie funèbre a lieu à Saint-Sébastien et il est inhumé à Lambton le 5 octobre,. Sa mort déclenche l'application d'une nouvelle mesure dans laquelle le premier ministre doit annoncer la date de tenue d'une élection partielle au plus tard six mois après le décès du précédent député.
Durant l'élection partielle du 5 décembre 1983 dans Mégantic-Compton pour le remplacer, son épouse Madeleine se présente sous la bannière du Parti libéral et est élue. Elle est réélue à plusieurs reprises et reste en poste jusqu'en 2003. La fille du premier mariage de Madeleine Bélanger, Johanne Gonthier, deviendra elle aussi en 2007 députée de la même circonscription.
Fabien Bélanger était membre de l'Association provinciale des constructeurs d'habitation et de l'Association des constructeurs du Montréal métropolitain.

## Vie privée
Il épouse Madeleine Audet en secondes noces le 1er septembre 1973 à Dorval, qui prend le nom Madeleine Bélanger. Le couple a cinq enfants, trois issus du premier mariage de Fabien, et deux issus du premier mariage de Madeleine.
Il est aussi l'oncle de Gérard Gosselin, député provincial de Sherbrooke de 1975 à 1981,.

## Résultats électoraux
|                                                                                             | Nom                       | Parti           | Nombre de voix | %      | Maj.  |
| ------------------------------------------------------------------------------------------- | ------------------------- | --------------- | -------------- | ------ | ----- |
|                                                                                             | Fabien Bélanger (sortant) | Libéral         | 11 795         | 51,7 % | 2 327 |
|                                                                                             | Noël Landry               | Parti québécois | 9 468          | 41,5 % | -     |
|                                                                                             | Jacques Labranche         | Union nationale | 1 539          | 6,7 %  | -     |
| Total                                                                                       | Total                     | Total           | 22 802         | 100 %  |       |
| Le taux de participation lors de l'élection était de 82 % et 165 bulletins ont été rejetés. |                           |                 |                |        |       |

|                                                                                               | Nom                       | Parti             | Nombre de voix | %      | Maj.  |
| --------------------------------------------------------------------------------------------- | ------------------------- | ----------------- | -------------- | ------ | ----- |
|                                                                                               | Fabien Bélanger           | Libéral           | 9 259          | 47 %   | 2 124 |
|                                                                                               | Richard Labelle           | Parti québécois   | 7 135          | 36,2 % | -     |
|                                                                                               | Fernand Grenier (sortant) | Union nationale   | 3 162          | 16 %   | -     |
|                                                                                               | Jean-Paul Poulin          | Crédit social uni | 163            | 0,8 %  | -     |
| Total                                                                                         | Total                     | Total             | 19 719         | 100 %  |       |
| Le taux de participation lors de l'élection était de 70,4 % et 144 bulletins ont été rejetés. |                           |                   |                |        |       |

### Médiagraphie
: document utilisé comme source pour la rédaction de cet article.
- « Les résultats électoraux depuis 1867, Matapédia à Montcalm », sur Assemblée nationale du Québec, 2024 (consulté le 29 octobre 2024).